# Юань Гун
Юань Гун (кит. трад.: 元恭; піньїнь: Yuán Gōng; 498 — 21 червня 532) — 13-й імператор Північної Вей (531—532). Представник сянбійського роду Юань (Тоба). Перед сходженням на трон був Гуанлінським принцом. Арештований за підозрою у антидержавній змові й ув'язнений (529—530). Отримав трон за підтримки роду Ерчжу, внаслідок міжусобиць. Пробув імператором менше року. Скинутий повстанцями, які заточили його в монастирі, а згодом — отруїли. Девіз правління — Путай (普泰, «Повсюдний спокій»). Посмертне ім'я — Скорботний (節閔, Цзємінь).

## Імена
- Юань Гун / Юан Гун (кит.: 元恭, Yuán Gōng) — прижиттєве прізвище та особисте ім'я.
- Сює / Шює (字修業, Xiūyè) — друге ім'я.
- імператор Цзємінь (кит.: 節閔皇帝, Jiémǐn huángdì, «Скорботний») — посмертне ім'я у «Історії Півночі».
- принц Гуанлінський (кит.: 広陵王, Guǎnglíng-wáng) — титулярне ім'я, до сходження на трон.
- попередній детронізований імператор (кит.: 前廃帝, qián fèidì) — ім'я у «Книзі Вей»

## Біографія
Юань Гун народився 498 року (太和22). Він був сином Юань Юя, Гуанлінського принца, та онуком імператора Сянь Вень-ді. При народжені отримав ім'я Гун. Після раптової смерті батька у 501 році успадкував його титул. Виховувався у конфуціанському та буддійському дусі. В часи правління імператора Сяо-мін-ді переховувався у монастирі Лунхуан-си.
В часи імператора Сяо Чжуан-ді 529 року Юань Гуна звинувачено у змові. Почувши про це, останній намагався втекти, але його схоплено й відправлено до Лоян. Тут Гуна тримали у в'язниці.
530 року Гуна було звільнено. В цей час почався новий заколот у державі: було вбито впливового військовика Ерчжу Жуна, після чого повалено імператора, новим володарем став Чан Гуан-ван. Втім на раді клану Ерчжу було вирішено передати трон Юань Гуну, який 531 року став новим імператором як Юань Гун.
Фактично імператор виконував церемоніальні функції, а владу перебрали представники клану Ерчжу. Втім вже наприкінці 531 року серед представників клану Ерчжу почалися чвари, що послабилися на міцності центрального уряду. Щоб покласти чварам край, Ерчжу Шілун змусив імператора одружитися з представницею рода Ерчжу (донькою Ерчжу Чжао). Проте проти посилення Ерчжу повстали військовики Хусі Чунь та Гао Хуань, які завдали важких поразок Ерчжу. Зрештою останніх було знищено.
Гао Хуань на чолі війська захопив столицю Лоян. Юань Гун намагався домовитися з останнім, проте марно. Але невдовзі імператора було заарештовано й відіслано до монастиря Чунсюнь. Новим імператором поставлено Юань Лана як Ань Дін-вана.
21 червня 532 року (太昌1.5.3), за правління імператора Сяо У-ді колишнього володаря отруїли.

## Праці
- 五言诗
- 朱门久可患